# Nadleśnictwo Świeradów
Nadleśnictwo Świeradów – jednostka organizacyjna Lasów Państwowych podległa Regionalnej Dyrekcji Lasów Państwowych we Wrocławiu. Siedziba nadleśnictwa znajduje się w Świeradowie-Zdroju, w powiecie lubańskim, w województwie dolnośląskim.
Nadleśnictwo obejmuje część powiatów lubańskiego i lwóweckiego.

## Historia
Do 1945 tutejsze lasy były głównie własnością dużych i średnich majątków ziemskich. Pozostałą cześć stanowiły lasy skarbowe, kościelne, miejskie oraz prywatne drobnych właścicieli. Problemem odziedziczonym przez polskie władze leśne było stosowanie przez Niemców w XIX i I poł. XX w. teorii renty gruntowej. Zgodnie z jej założeniami lasy mieszane zostały zastąpione przez monokultury świerkowe, co powodowało problemy typowe dla drzewostanów jednogatunkowych.
W 1945 powstało nadleśnictwo Świeradów. W 1953 nadleśnictwo Świeradów podzielono, tworząc nadleśnictwa Świeradów Północ oraz Świeradów Południe. Zostały ono ponownie połączone w 1959. W 1970 do nadleśnictwa Świeradów przyłączono część likwidowanego nadleśnictwa Piechowice.
Nadleśnictwo Lubań swoją historię wywodzi z powstałych w 1945 nadleśnictwa Leśna i Sudeckiego Inspektoratu Lasów Państwowych, połączonych w 1947 w nadleśnictwo Biała Góra. W 1950 podzielono je, tworząc nadleśnictwa Gierałtów i Zgorzelec. W 1957 lasy należące dawniej do nadleśnictwa Leśna wraz z częścią lasów nadleśnictwa Gierałtów utworzyły nadleśnictwo Lubań. 31 grudnia 1972 zostało ono zlikwidowane i włączone do nadleśnictwa Węgliniec.
1 stycznia 1979 do nadleśnictwa Świeradów przyłączono część dawnego nadleśnictwa Lubań. Jednocześnie obręb Piechowice z nadleśnictwa Świeradów przyłączono do nadleśnictwa Szklarska Poręba.

## Ochrona przyrody
Na terenie nadleśnictwa znajduje się jeden rezerwat przyrody - Torfowiska Doliny Izery.

## Drzewostany

### Obręb Świeradów
Gatunki lasotwórcze lasów obrębu (z ich procentowym udziałem powierzchniowym):
- świerk 79,60%
- sosna, modrzew 7,85%
- brzoza 6,54%
- dąb, jawor, jesion 2,51%
- buk 2,11%
- pozostałe 1,39%

### Obręb Lubań
Gatunki lasotwórcze lasów obrębu (z ich procentowym udziałem powierzchniowym):
- świerk 44,47%
- dąb, jawor, jesion 17,52%
- sosna, modrzew 17,07%
- brzoza 11,95%
- buk 5,33%
- pozostałe 3,65%